# Copa Ibérica de fútbol
La Copa Ibérica de fútbol, también llamada Supercopa o Recopa Ibérica, es una competición amistosa internacional entre clubes de España y Portugal, disputada por dos equipos que habían sido campeones en cada país, a modo de supercopa, para dilucidar cual es el mejor equipo de la península ibérica en esa temporada. En las últimas ediciones ya no participan campeones de ningún torneo ni nacional ni internacional.

## Historia
El 7 de julio de 1935 tiene lugar el primer referente, cuando el Porto y el Real Betis disputaron un partido amistoso, al ser ambos equipos los campeones de Liga de sus países. La primera edición de la Copa no fue reconocida por ambas federaciones.
En 1941, La Federación Española y la Federación Portuguesa acordaron hacer una competición en forma de liguilla entre los cuatro primeros clasificados de cada liga nacional con el nombre de Copa Ibérica, con un total de ocho equipos, pero al final no se inició la competición por problemas económicos de la federación portuguesa, por lo que se anuló el torneo, aunque se disputó otro torneo con los cuatro clasificados españoles, llamada Copa Clasificados.
En el año 1983, después de cuarenta y ocho años el torneo se retomó siendo también los campeones de liga de ambos países el Benfica y el Athletic Club. Fue la primera edición reconocida por las federaciones pertinentes, y la FPF incluso proporcionó el trofeo de la competición.
En 1991 se disputó entre el campeón de la Liga portuguesa, el Benfica y el campeón de la Copa del Rey, el Atlético de Madrid.
En el año 2000 se enfrentaron el campeón de liga portuguesa el Sporting de Lisboa contra el club español campeón de la Liga de Campeones, el Real Madrid.
En 2005, los clubes campeones de la Copa, Vitoria Setúbal y Real Betis pidieron a ambas federaciones nacionales de fútbol la aprobación de una nueva edición de la Copa Ibérica, siendo la nueva edición reconocida a pesar de que fue celebrada como un partido amistoso. Finalmente se celebró el torneo ese mismo año.
El formato del torneo en su origen es similar al de una Supercopa. Se enfrentan dos equipos, que tienen que haber sido campeones en algún campeonato oficial la temporada anterior en España o en Portugal. Como excepción, en la edición de 2000 el equipo representante de España era campeón de una competición internacional, no nacional.
En 2019 las ligas Española y Portuguesa organizan un nuevo torneo de pretemporada, con un formato diferente. Esta competición no debe confundirse con la Copa Ibérica en este artículo.

## Campeones
| Edición          | Año  | Campeón            | Competición *    | Resultado | Subcampeón    | Competición *     | Notas |
| ---------------- | ---- | ------------------ | ---------------- | --------- | ------------- | ----------------- | ----- |
| I Copa Ibérica   | 1935 | Porto              | Liga Portuguesa  | 4-2       | Real Betis    | Liga Española     |       |
| II Copa Ibérica  | 1983 | Benfica            | Liga Portuguesa  | 1-2; 3-1  | Athletic Club | Liga Española     |       |
| III Copa Ibérica | 1991 | Atlético de Madrid | Copa del Rey     | 1-1; 3-2  | Benfica       | Liga Portuguesa   |       |
| IV Copa Ibérica  | 2000 | Sporting de Lisboa | Liga Portuguesa  | 2-1       | Real Madrid   | Liga de Campeones |       |
| V Copa Ibérica   | 2005 | Vitória Setúbal    | Copa de Portugal | 2-1       | Real Betis    | Copa del Rey      |       |

- Son las competiciones de las que provienen siendo campeones, los equipos participantes en cada edición de la Copa Ibérica.

### Nueva competición
| Edición          | Año  | Campeón    | Competición *   | Resultado | Subcampeón         | Competición *   | Notas |
| ---------------- | ---- | ---------- | --------------- | --------- | ------------------ | --------------- | ----- |
| VI Copa Ibérica  | 2016 | Real Betis | Liga Española   | 3-2       | Sporting de Lisboa | Liga Portuguesa |       |
| VII Copa Ibérica | 2019 | Porto      | Liga Portuguesa | 2-1       | Getafe             | Liga Española   |       |

## Títulos por equipo
| Club                | Títulos | Subtítulos | Años Campeón | Años Subcampeón |
| ------------------- | ------- | ---------- | ------------ | --------------- |
| Porto               | 1       | 0          | 1935         |                 |
| Benfica             | 1       | 1          | 1983         | 1991            |
| Atlético de Madrid  | 1       | 0          | 1991         | -               |
| Sporting de Lisboa  | 1       | -          | 2000         | -               |
| Vitória Setúbal     | 1       | 0          | 2005         | -               |
| Real Betis Balompié | 0       | 2          | -            | 1935, 2005      |
| Athletic Club       | 0       | 1          | -            | 1983            |
| Real Madrid         | 0       | 1          | -            | 2000            |